# فرانكلين دافنبورت
فرانكلين دافنبورت هو محامي وسياسي أمريكي، ولد في 1 سبتمبر 1755 في فيلادلفيا في الولايات المتحدة، وتوفي في 27 يوليو 1832 في ودبيري في الولايات المتحدة. نشط حزبياً في الحزب الفيدرالي الأمريكي.

## مناصب
- انتخب عضو مجلس الشيوخ الأمريكي [الإنجليزية]‏ عن دائرة New Jersey Class 1 senate seat ‏ وقد انضم خلال فترته النيابية [الإنجليزية]‏ (5 ديسمبر 1798 – 3 مارس 1799) للكتلة البرلمانية الحزب الفيدرالي الأمريكي.
- انتخب عضو جمعية نيوجيرسي العامة ‏.
- انتخب عضو مجلس النواب الأمريكي [الإنجليزية]‏.
- انتخب عضو مجلس الشيوخ الأمريكي [الإنجليزية]‏.